# 心室細花介
心室細花介（学名：Leptocythere ventriclivosa）为細花介科細花介屬下的一个种。